# 디파주

디파주의 위치

디파주(프랑스어: Diffa Region)는 니제르의 남동부를 차지하는 주다. 주도는 디파다. 2011년 기준 인구는 489,531명이고 면적은 156,906km2이고 인구밀도는 2.2명이다.

## 인구
| 연도    | 인구    | ±%     |
| ------- | ------- | ------ |
| 1977    | 167,382 | —      |
| 1985    | 189,091 | +13.0% |
| 2001    | 346,595 | +83.3% |
| 2012    | 593,821 | +71.3% |
| source: |         |        |

## 같이 보기
- 니제르의 행정 구역